# Winna Góra (Łódź)
Pour les articles homonymes, voir Winna Góra.
Winna Góra est une localité polonaise de la gmina de Słupia, située dans le powiat de Skierniewice en voïvodie de Łódź.